# تقية بنت عمر
تقية بنت عمر بن حسين الختني تلقب زهرة، وهي به أشهر. قال ابن حجر: سمعت على النجيب وشيخ الشيوخ بحماة.